# Episodi di Close Enough (terza stagione)
La terza stagione della serie animata Close Enough è stata interamente pubblicata negli Stati Uniti, su HBO Max, il 7 aprile 2022.
| nº | Titolo originale           | Titolo italiano | Pubblicazione USA | Pubblicazione Italia |
| -- | -------------------------- | --------------- | ----------------- | -------------------- |
| 1  | Where the Buffalo Roam     |                 | 7 aprile 2022     | TBA                  |
| 1  | Venice Vengeance           |                 | 7 aprile 2022     | TBA                  |
| 2  | Hellspital                 |                 | 7 aprile 2022     | TBA                  |
| 2  | Candice Candice Revolution |                 | 7 aprile 2022     | TBA                  |
| 3  | Randy Free Solos           |                 | 7 aprile 2022     | TBA                  |
| 3  | Summer Job                 |                 | 7 aprile 2022     | TBA                  |
| 4  | Bridgette the Brain        |                 | 7 aprile 2022     | TBA                  |
| 4  | Never Meet Your Heroes     |                 | 7 aprile 2022     | TBA                  |
| 5  | Robots with Benefits       |                 | 7 aprile 2022     | TBA                  |
| 5  | The Weird Kid              |                 | 7 aprile 2022     | TBA                  |
| 6  | Legend of the Pier         |                 | 7 aprile 2022     | TBA                  |
| 6  | Bike & Survive             |                 | 7 aprile 2022     | TBA                  |
| 7  | Halloween Enough           |                 | 7 aprile 2022     | TBA                  |
| 8  | The Perfect Couple         |                 | 7 aprile 2022     | TBA                  |
| 8  | Match Made In Valhalla     |                 | 7 aprile 2022     | TBA                  |